# Makerrörelsen

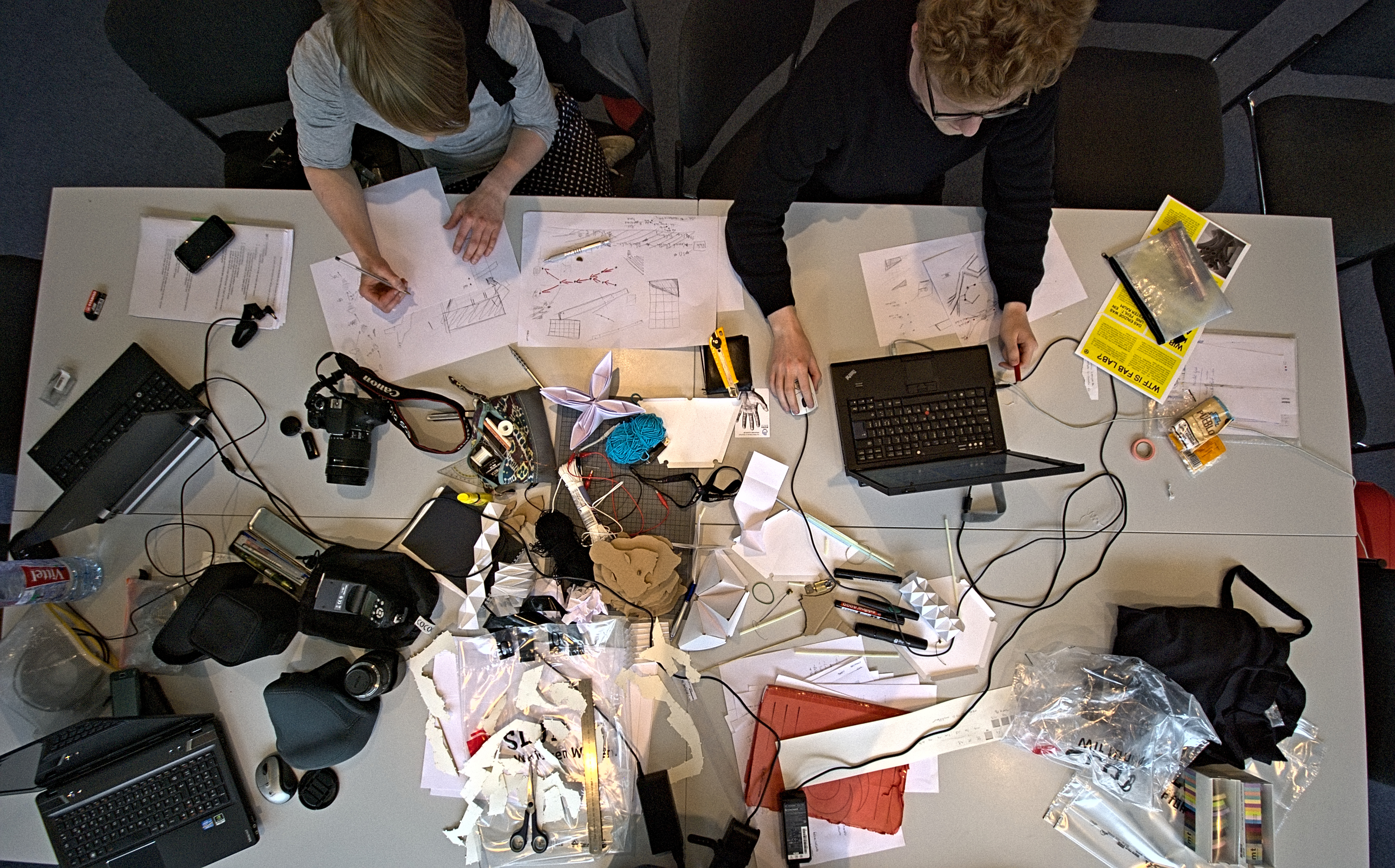
Ett makerspace 2014.

Makerrörelsen (på engelska kallad ‘The Maker movement’) inkluderar alla former av hantverk (D.I.Y (do-it-yourself) och D.I.W.O (do-it-with-others)) och genomsyras av viljan att praktiskt förstå hur saker funkar (och en önskan att få saker att funka bättre). Nyfikenhet är i sig inget nytt fenomen, men nytt är uppkomsten av en uttalad social gemenskap kring nyfikenheten samt uppkomsten av digitala och fysiska platser att dela kunskap och verktyg med nyfikna likasinnade. Dessa platser kallas Makerspaces (ibland även hackspaces / Fab Labs).

## Makerkultur
Makerkultur är en modern kultur eller subkultur som representerar en teknologibaserad förlängning av D.I.Y-kulturen som korsar hackerkulturen (som fokuserar mindre på fysiska objekt och mer på mjukvara) och ägnar sig åt att skapa nya anordningar såväl som att experimentera med befintliga. Makerkulturen stöttar generellt öppen hårdvara. Typiska intressen i makerkulturen inkluderar ingenjörsorienterade sysselsättningar såsom elektronik, robotik, 3D-printing och användandet av CNC-verktyg såväl som mer traditionella aktiviteter såsom arbete med metall och trä och framför allt, dess föregångare, traditionellt hantverk. Det finns ett starkt fokus på att använda och lära sig praktiska färdigheter och tillämpa dem på referenskonstruktioner.
Det är två olika personlighetstyper som dras till makerrörelsen: Antingen är man specialist och älskar till exempel robotar eller så är man generalist och vill lära sig nya saker hela tiden. Viljan att utforska och upptäcka är den gemensamma nämnaren. Makerrörelsen är en insikt om att teoretiskt tänkande och praktiskt görande går hand i hand och att sammanföra dem på ett bra sätt. Makerrörelsen för med sig insikter om att ny teknik och traditionellt hantverk är två sidor av samma mynt, och i gränslandet mellan dem kan vi hitta de idéer och innovationer som behövs för att möta samtidens och framtidens utmaningar.

## Filosofi
Makerkulturen betonar lärande-genom-görande (konstruktivism) i en social miljö och informellt, nätverkande, jämlikt och delat lärande motiverat av lust och självförverkligande. Makerkulturen uppmuntrar nya tillämpningar av teknik och utforskning av korsningar mellan traditionellt separata domäner och sätt att arbeta inkluderat metallarbete, kalligrafi, filmskapande och datorprogrammering. Interaktion och kunskapsutbyte förmedlas ofta via nätverksteknik, med hemsidor och social media som utgör grunden för kunskapskällor och en central kanal för att dela och utbyta idéer och information, och fokuseras genom sociala möten i delade utrymmen som makerspaces och hackspaces. Makerkulturen har väckt intresse hos lärare som oroar sig för elevers tillbakadragande från naturvetenskapliga ämnen (vetenskap, teknologi, ingenjörskonst och matematik) i formell utbildning. Makerkulturen anses ha potential att bidra till ökad delaktighet och skapa nya vägar till ämnen som gör dem mer levande och relevanta för inlärare.
Vissa säger att makerrörelsen är en reaktion på den minskade betydelsen av fysiskt utforskande och växande känsla av frånkoppling från den fysiska världen i moderna städer. Andra forskare inklusive Raymond Malewitz och Charles Jencks har undersökt utopiska visioner om makerkultur, som de länkar till myter om robust individualism, möjligheten att nå en motkultur och libertarianism. Många produkter som tillverkas av makerrörelsen har fokus på hälsa (mat), hållbar utveckling, environmentalism, lokal kultur och kan från det perspektivet även ses som en motreaktion på konsumtionssamhället och globaliserad massproduktion, samt butikskedjornas och multinationella företags makt.
Som en reaktion på ökningen av makerkultur, lovade Obama att öppna flera nationella forsknings- och utvecklingsanläggningar för allmänheten. Dessutom döpte den amerikanska federala regeringen om en av sina nationella centra till "America Makes".

## Makerspace
”A Makerspace (also called hackspace / fab lab) is a location where people with common interests, often in computers, technology, science, digital or electronic art (but also in many other realms) can meet, socialise and/or collaborate.”[källa behövs]
Tanken är att vem som helst skall kunna komma och arbeta på sina eller andras projekt, dela erfarenheter och kunskap, samarbeta eller bara bolla idéer med varandra. Lokalen och verksamheten är därför helt dynamisk och formas och förändras efter de personer som deltar i verksamheten samt de behov som finns och uppstår.
Verksamheten är inte begränsad till just elektronik eller teknik, utan omfattar alla praktiskt kreativa uttryck. Här står nyfikenhet i fokus. Tanken att man kan ägna sig åt allt från CNC-fräsning, pyssel med elektronik, löda kretskort, hänga i en syhörna eller kanske ägna sig åt biohacking och träslöjd.

### Luleå Makerspace
Luleå Makerspace är en ideell förening som startades i november 2013. Från föreningens skapande till och med augusti 2015 arrangerade föreningen ett antal arrangemang i olika lokaler i Luleå. Grundarna föreläste även om making generellt och making som drivkraft för kreativt skapande i skolan vid ett flertal tillfällen. 1 september 2015 blev föreningen en ambassadörsförening för Luleå och säkrade därmed finansiering av en egen lokal samt ett driftsbidrag i 3 år. Föreningen fick då en egen lokal på Kyrkogatan 2 i Luleå. Den egna lokalen är på drygt 80 kvadratmeter och bredvid finns även tillgång till lokaler på ca lika mycket till. Föreningen arbetar mycket med jämställdhet för att få både fler unga tjejer och även vuxna kvinnor intresserade av teknik.

### Stockholm Makerspace
Stockholm Makerspace är en ideell förening som startats av ett blandat gäng som delar en vision om att starta ett Makerspace i Stockholm. Idén växte fram på ett forum på nätet. Sedan april 2012 har de setts regelbundet för att gemensamt sprida kunskap om ‘The Maker movement’ och söka kontakt med likasinnade. Under våren 2013 flyttade föreningen in på en 283 kvadratmeter stor lokal, ett stenkast från Drottninggatan i centrala Stockholm. Under sommaren 2015 flyttade de en gång till in på en 300 kvadratmeter lokal på Drottning Kristinas väg.